# Showdown (poker)
Nel poker, il termine inglese showdown (letteralmente: "mostrare giù") indica il momento e l'atto di scoprire le proprie carte. A fine mano esso è necessario, solo nel caso sia rimasto in gioco più di un giocatore, per determinare il punto posseduto da ciascun giocatore e, di conseguenza, assegnare il piatto al o ai giocatori vincenti. 
Lo showdown viene fatto quando non vi sono più giri di scommesse da fare durante la mano, ossia quando:
- l'ultimo giro di scommesse previsto è terminato;
- oppure tutti i giocatori che concorrono sono andati all-in;
- oppure tutti i giocatori che concorrono per il piatto sono andati all-in tranne uno, che ha visto la puntata.

Un giocatore che avesse vinto la mano prima dell'ultimo giro di scommesse, in virtù del fatto che tutti gli altri si sono ritirati, non è tenuto a mostrare le proprie carte. 
Inizia lo showdown l'ultimo giocatore che ha rilanciato o, se non vi fossero rilanci, il primo giocatore ad aver puntato; in caso nessuno avesse puntato, il primo giocatore successivo al mazziere inizia a mostrare le carte. Seguono gli altri in senso orario.
Al momento dello showdown un giocatore può rifiutare di mostrare le sue carte facendo muck, ossia buttando le carte coperte al centro del tavolo: l'azione equivale al fold, essendo a tutti gli effetti un ritiro dalla mano in corso. Tale pratica è utilizzata per non far vedere le proprie carte in caso si sapesse già di aver perso la mano in ragione del punto già mostrato da un giocatore che precede, in modo da dare meno informazioni possibile.
Mostrare tutte o alcune delle proprie carte prima dello showdown non è considerato fold ma tale azione è soggetta a penalità.
Durante lo showdown la dichiarazione del punto da parte del giocatore è, seppur auspicata, superflua e comunque non vincolante. Ad assegnare il piatto è il mazziere del tavolo unicamente in base alle combinazioni in possesso dei giocatori e non già i giocatori stessi, che hanno comunque il dovere di rendere presente eventuali errori nell'assegnazione del piatto da parte del mazziere stesso.

## Assegnazione del piatto
Il piatto va assegnato al punto più alto secondo le regole della specialità giocata.
Nel caso più punti fossero vincitori (come nel caso di un pareggio), allora il piatto si divide in parti uguali (split pot) fra i giocatori vincitori. Eventuali gettoni dispari vanno assegnati al giocatore che, andando in senso orario, è più vicino al bottone.